# Ii Naomori
Ii Naomori est un nom japonais traditionnel ; le nom de famille (ou le nom d'école), Ii, précède donc le prénom (ou le nom d'artiste).
Ii Naomori (井伊 直盛, 1506-12 juin 1560) est un samouraï, obligé du clan japonais des Imagawa pendant la période Sengoku au XVIe siècle. Au cours de la bataille d'Okehazama en 1560, Naomori est tué tandis qu'il essaie de protéger son seigneur, Imagawa Yoshimoto, à la suite de l'attaque surprise sous couvert de la pluie, dirigée par Oda Nobunaga. Sa fille Ii Naotora lui succède. Naomori est le grand-père du célèbre Ii Naomasa, l'un des quatre gardiens des Tokugawa.

## Source de la traduction
- (en) Cet article est partiellement ou en totalité issu de l’article de Wikipédia en anglais intitulé « Ii Naomori » (voir la liste des auteurs).